# Purificación Atrián
Purificación Atrián Jordán (Teruel, 17 de octubre de 1929-15 de febrero de 2021) fue una arqueóloga española, pionera de la arqueología en España.

## Trayectoria
Purificación Atrián Jordán nació en Teruel en 1929. Se licenció en Filosofía y Letras por la Universidad de Zaragoza, donde realizó el doctorado bajo la dirección de Antonio Beltrán Martínez. Obtuvo una beca en Ampurias para unos cursos de Prehistoria y Arqueología y en 1954 otra para una estancia formativa en Reino Unido.
Se le considera una pionera de la arqueología en España. En 1956 se convirtió en directora del servicio de arqueología del Instituto de Estudios Turolenses, lo que dio pie a la creación del Servicio de Museos Provinciales y, en 1959, del Museo Provincial de Teruel, convirtiéndose en un servicio de la Diputación Provincial. Entre 1959 y 1990, fue directora del Museo Provincial de Teruel. Además, ejerció también como secretaria general Instituto de Estudios Turolenses, convirtiéndose en los años 80 en su vicedirectora.
Desde la perspectiva investigadora, aunque se centró especialmente en la cultura ibérica, abarcó todas las etapas culturales del poblamiento antiguo, desde la Edad del Bronce a la época medieval, e impulsó la sistematización y la búsqueda del rigor científico en las intervenciones arqueológicas en la provincia de Teruel. Trabajó durante cuatro campañas en el Castelillo de Alloza, siendo pionera en aquel momento al frente de un grupo de obreros. Tuvo un papel relevante también en las excavaciones en alfar romano de El Endrinal de Bronchales y la Loma del Regadío de Urrea de Gaén, donde pudo extraer los mosaicos para depositarlos en el Museo Provincial, al igual que hizo en 1964 con los mosaicos de la villa romana de Calanda. Formó parte de la expedición de espeleología que descubrió las Cuevas de Cristal de Molinos. También excavó en Alto Chacón, en el poblado de la Edad del Bronce del castillo de Frías de Albarracín y, a finales de los años 70 del siglo XX, el yacimiento del Cabezo de la Guardia de Alcorisa.
Además, puso el foco en la etnografía, sobre todo en las tradiciones populares. Fue la creadora de la primera colección independiente etnográfica, que pasó a formar parte del Museo de Teruel. Fue la impulsora del primer Simposio sobre el Mudejarismo.
Atrián falleció el 15 de febrero de 2021 a consecuencia de la COVID-19 a los 91 años.

## Reconocimientos
En 1992 fue reconocida con la Medalla de San Jorge de la Diputación Provincial de Teruel. En 1996, recibió un homenaje en reconocimiento a su trayectoria arqueológica, su impulso del Museo de Teruel y la creación de una colección sobre etnografía turolense. Con motivo de ese homenaje, el Instituto de Estudios Turolenses editó la publicación Homenaje a Purificación Atrián con la colaboración de 36 autores.